# 승정
승정(僧正)은 동아시아에서 불교 승려와 사찰을 통괄하기 위해 승려가 임명된 관직(승관)의 하나이다.

## 나라별 승정

### 중국
중국에서는 남북조 시대 남조에서 북조의 사문통에 해당하는 불교 교단을 총괄하는 승관으로 설치되었다. 송나라 승려 찬녕의 『대송승사략』 권중 『입승정』에 의하면, 「승정의 「正」이란 「政」으로 통한다. 그리고 그 시작은 전진의 승려이다. 송나라 순제 승명 연간에는 법지를 승정으로 삼았다. 또 대명 연간에는 도온을 도읍 승정에 맡겼다. 양 무제는 법초를 도읍 승정으로 맡겼고 보통 6년(525년)에는 법운을 큰스님 정으로 하고 혜령을 승정으로 삼았다. 그리고 북송 초에도 "천하 각 주에 승정 1원이 설치되어 덕행과 재능에 의해 선발되며 적임자가 없을 경우 결원으로 되어 있다."고 기록하고 있다.

### 한국
신라는 북조계의 제도를 둔 것으로 알려져 있으며 백제의 승관에 대해 전하는 사료는 없다. 일본에서의 승정 도입에 백제 승려가 관여했다는 점, 또 남조와 백제의 밀접한 관계를 들어 백제도 남조에 따라 승정을 임명한 것이 아니냐는 설이 있다.

### 일본
일본에서는 스이코 천황 32년(624년) 4월 13일 승정·승도와 법두를 맡기로 했으며 17일 백제 승려 관륵이 승정에 임명됐다. 한 승려가 도끼로 할아버지를 때린 사건을 계기로 승려들을 감독하기 위해 설치한 것이다.
율령제에서는 승관제(일본에서는 승강이라고 한다)로 승정, 승도, 율사의 3가지가 있으며 승정과 승도의 2가지에는 대·소의 별도가 있다. 또한 후년에는 각각 권관이 설치되어 10위가 성립되었다. 승정에는 대승정, 권대승정, 승정, 권승정의 네 가지가 있으며 대승정이 승관제의 정점으로 자리매김하였다.

## 참고문헌
- 小島憲之・直木孝次郎・西宮一民・蔵中進・毛利正守・校注・訳『日本書紀』2（新編日本古典文学全集3）、小学館、1996年。
- 井上光貞「日本における仏教統制機関の確立過程」、『日本古代国家の研究』、岩波書店、1965年。井上光貞著作集第1巻として1985年、ISBN 4-00-091001-9。